# Барон фон Людвиг
Барон фон Людвиг, настоящее имя Карл Фердинанд Генрих фон Людвиг (6 октября 1784, Зульц-на-Неккаре — 27 декабря 1847, Кейптаун, Западно-Капская провинция) — фармацевт, бизнесмен и покровитель наук немецкого происхождения. Внёс значительный вклад в исследование Южной Африки. Возглавлял компанию South African Mining Company. Барон с 1837 года. Использовал как минимум два герба. В январе 1816 года женился на вдове Алиде Марии Бургерс. Барон охотно приобретал коллекции новых видов и гостеприимно принимал у себя учёных. Он владел садом растений, известным как Сад Людвига. За отправку коллекции растений и насекомых в музей Штутгарта получил Орден Вюртембергской короны. Тюбингенский университет присвоил ему звание почётного доктора.

## Память
В честь барона названы ряд видов растений, а также виды птиц Dicrurus ludwigii и Neotis ludwigii.